# Тоттенгем-Гейл (станція)
51°35′20″ пн. ш. 0°03′35″ зх. д. / 51.58898° пн. ш. 0.05966° зх. д.
Тоттенгем-Гейл (англ. Tottenham Hale) — станція National Rail (франшизи Greater Anglia та Stansted Express) та Лондонського метрополітену лінії Вікторія, розташована у районі Тоттенгем-Гейл, у 3-й тарифній зоні. В 2017 році пасажирообіг станції, для National Rail, склав 8.171 млн осіб, для Лондонського метро — 12.47 млн осіб

## Історія
- 15 вересня 1840: станцію відкрито у складі Northern & Eastern Railway (N&ER), як Тоттенгем[6]
- 1 вересня 1968: відкриття платформ лінії Вікторія

## Пересадки
- на автобуси London Buses маршрутів: 41, 76, 123, 192, 230, W4 та нічних маршрутів N41, N73.